# Dave Brubeck
Dave Brubeck, all'anagrafe David Warren Brubeck (Concord, 6 dicembre 1920 – Norwalk, 5 dicembre 2012), è stato un pianista e compositore statunitense.
È considerato uno dei migliori pianisti nella storia della musica jazz ed è noto al grande pubblico per aver lanciato con il suo quartetto lo standard jazz Take Five, sebbene l'autore del brano sia in realtà il sassofonista della formazione, Paul Desmond.

## Biografia

### Infanzia e adolescenza (1920-1950)
Nato a Concord, in California, da padre statunitense di origini per metà svizzere (il cognome originario della famiglia paterna era Brodbeck) e per metà modoc e da madre statunitense di origini inglesi e tedesche, inizialmente studiò musica classica con la madre, che aveva studiato pianoforte in Inghilterra ed avendo mancato la carriera di concertista si era dedicata all'insegnamento. Brubeck,  però, preferiva il jazz alla musica classica, così cominciò con l'improvvisazione e a comporre istintivamente.
Al College of the Pacific di Stockton, dove si iscrisse per assecondare il desiderio dei familiari malgrado una iniziale ritrosia verso il mondo della musica professionale, rivelò una spiccata inclinazione per il contrappunto e l'armonia, ma rischiò di essere espulso quando si scoprì che non sapeva leggere gli spartiti - e fu diplomato, vuole la leggenda, solo dopo aver solennemente promesso che non avrebbe mai insegnato. Durante gli studi, tuttavia, cominciò ad esibirsi con frequenza crescente in alcuni jazz club dei dintorni, incoraggiato da Harold Meeske.
Nel 1942, uscito dalla University of the Pacific, fu subito chiamato alle armi e destinato in Europa agli ordini del generale George Patton; evitò di essere inviato al fronte e fece parte delle compagnie musicali militari. Al ritorno dal servizio militare perfezionò gli studi classici con il compositore francese Darius Milhaud al Mills College di Oakland, presso il quale studiava anche Burt Bacharach.
Nel 1947, dopo un breve esperimento con un ottetto, in cui figurava Cal Tjader e nel quale aveva ritrovato Paul Desmond, già conosciuto sotto le armi, seguì quest'ultimo quando organizzò una jazz band a San Francisco, i Geary Cellar. Due anni dopo lo seguì anche nel Paul Desmond Trio che si esibiva al Bard Box di Palo Alto, ma l'uscita dopo brevissimo tempo proprio di Desmond, lo fece ritornare con un suo trio ad Oakland. Desmond seguiva i progressi del trio dall'esterno e cominciò a "corteggiare" Brubeck per esservi ammesso, ma quando il leader stava cominciando ad attenuare la sua riluttanza, un incidente che lo immobilizzò per molti mesi sciolse di fatto il trio e la speranza di Desmond.

### La fondazione del Dave Brubeck Quartet (1951-1952)
Nel giugno 1951, ripresosi dall'incidente, Brubeck mise in piedi il Dave Brubeck Quartet, in cui figuravano Paul Desmond (sax alto), Bob Bates (contrabbasso) e Joe Dodge (batteria).
Inizialmente fisso al Black Hawk di San Francisco, il quartetto cominciò a farsi notare anche grazie all'interessamento di alcune radio locali, sollecitate dalla moglie di Brubeck Iola, che lavorava in quel settore. I quattro cominciarono quindi ad esibirsi anche in trasferta (Desmond, per suo conto, suonò per un periodo in giro per gli Stati Uniti con la Jack Fina Orchestra, ma soprattutto si ricordano le serate del Quartet al celebre Birdland di New York, a cavallo fra il 1951 ed il 1952, dalle quali vengono alcune delle più antiche incisioni live del gruppo). Sporadicamente vi furono sostituzioni di alcuni elementi (ad esempio alla batteria Herb Barman e al basso Wyatt "Bull" Ruther o Fred Dutton). Nel 1952 fu inciso Jazz at The Blackhawk.
Il repertorio del gruppo comprendeva la maggior parte degli standard del tempo e qualche incisione uscì con piccole variazioni nel nome del quartetto, ad esempio New Dave Brubeck Combo o semplicemente Brubeck-Desmond. L'accoglienza della critica non fu inizialmente unanime, essendovi taluni che segnalavano una certa forzosa spettacolarità di alcune interpretazioni, mentre altri manifestarono immediato apprezzamento. Lo stile di Brubeck veniva talvolta descritto con riferimenti classici (a Bach, a Chopin, anche a Béla Bartók) accendendo la leggenda di un pianista "classico" prestato al jazz, sebbene Brubeck non avesse in fondo mai amato la musica classica.
Il quartetto crebbe di spessore e di popolarità nella California degli anni cinquanta in cui altri grandi talenti si incrociavano sugli stessi palchi, e fra questi spiccano Chet Baker, Gerry Mulligan e Shorty Rogers, con i quali si ebbero numerose estemporanee esibizioni e si formò la cosiddetta scuola del West Coast cool jazz.

### Il periodo cool jazz (1953-1957)
Nell'ottica di incrementare ulteriormente la sua popolarità presso le audience che gli si mostravano più calorose, Brubeck decise di preferire sistematicamente le esibizioni presso i campus universitari, dinanzi a giovani ascoltatori potenzialmente più aperti alle sue innovazioni; il Quartet si spostava allora freneticamente, a bordo della "familiare" del leader (col contrabbasso sul tetto), di università in università, diffondendo la versione brubeckiana del cool jazz. La stessa parola inglese cool (fresco) assunse una connotazione positiva nel gergo studentesco, divenendo per questo in seguito anche nel parlare comune attributo di genialità.
Il successo venne, seppure gradualmente, e Brubeck poté pensare ad una propria etichetta, la Fantasy records, con la quale far uscire il primo album: Jazz at Oberlin (registrato alla Finney Chapel dell'Oberlin College di Oberlin, Ohio, nel marzo del 1953), in assoluto uno dei primi album live di tutto il jazz. Cinque soli brani lo componevano (di cui tre erano standard di massima fama), che si segnalarono per uno stile sufficientemente autonomo da suscitare molte discussioni nella critica. A questo seguì, sempre per Fantasy records, Jazz at Wilshire-Ebell, registrato al Wilshire-Ebell College di Los Angeles, ed anche questo come il precedente con Ron Crotty al contrabbasso e Lloyd Davis alla batteria; anche in questo vi era una esecuzione della notissima Stardust ("Polvere di stelle"), un brano che Brubeck avrebbe più volte incluso in opere successive.
Sempre nel 1953, uscì anche Jazz at the College of the Pacific, stavolta con il ritorno di Joe Dodge alla batteria, album ovviamente registrato presso lo stesso istituto nel quale Brubeck si era diplomato.
Il disco di Oberlin, più che gli altri, colse l'interesse della Columbia Records, che l'anno successivo fece uscire il loro Jazz Goes to College, nei numeri e nei contenuti un grande successo discografico. Conteneva registrazioni effettuate presso l'Università Ann Arbour del Michigan, presso quella di Cincinnati e brani scelti da Oberlin.
"JGC", come con gusto acronimico tutto anglosassone l'incisione divenne presto nota, resta una delle opere più significative del jazz del decennio, sia per l'intrinseco valore artistico, sia per il passaggio ad una concezione più aperta di questo genere musicale, comprendente in qualche misura una sorta di "sdoganamento" di una musica sino ad allora ritenuta folkloristica e di ambito relegato alla sola fruizione di alcune fasce sociali disagiate, eminentemente nere.
Il "jazz dei college", grazie a questo disco, raggiunse infatti notorietà nazionale ed in quello stesso 1954 la rivista Time dedicò a Brubeck, primo jazzista ad averla meritata, la copertina del numero dell'8 novembre, e ne parlò declamando senza riserve "the birth of a new kind of jazz age in the U.S." (la nascita di una nuova era del jazz americano); forse occhieggiando la complessità delle tematiche sociali riguardanti il mondo del jazz, in maggioranza animato da musicisti e cantanti di colore in tempi ancora di sperequazioni razziali, Brubeck vi fu ritratto con un singolare colore brunastro della pelle. Da molti critici (ma anche da osservatori esterni al mondo della musica) già si sosteneva che alla musica nera nulla avesse mai giovato come il successo di questo giovane musicista bianco, e di qui l'allusione grafica utilizzata dal disegnatore Boris Artzybasheff.

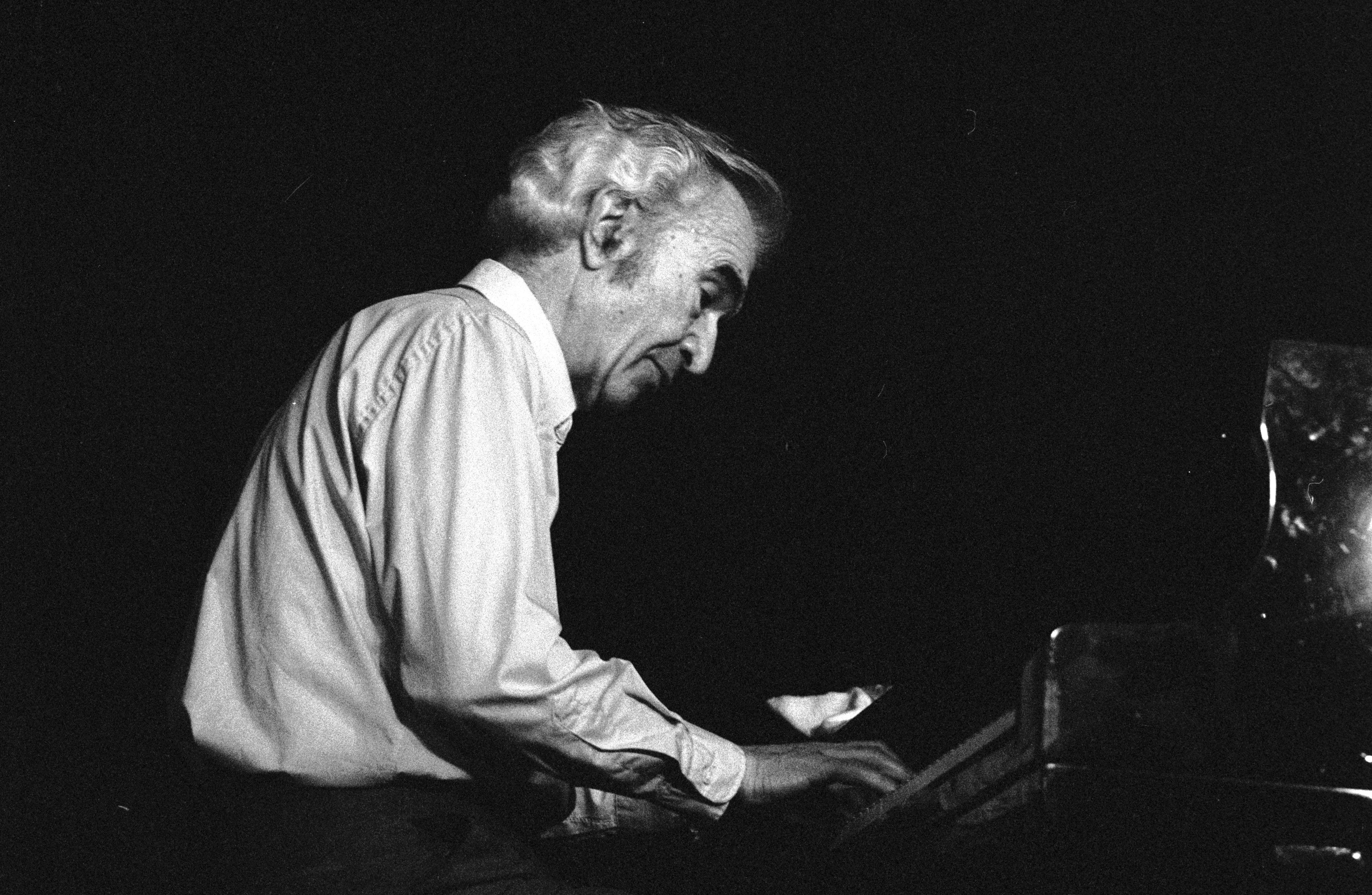
Dave Brubeck (1990)

La copertina di Time fu poi ripresa per la copertina di Brubeck Time, disco di fine 1954, prima registrazione in studio (New York e Los Angeles) per la Columbia records. A questo disco seguirono registrazioni al newyorkese Basin Street Club ed una nota partecipazione al Newport Jazz Festival (Rhode Island), insieme a Chet Baker, Clifford Brown e Gerry Mulligan.
Nel 1956 Brubeck ingaggiò il batterista Joe Morello, che con le sue capacità di improvvisazione poteva arricchire la composizione di un terzo spazio di virtuosismo, presto imposto al quartetto, di cui resta prima memoria nella registrazione al "The Blue Note" di Chicago (1957). La sostituzione dell'opaco Dodge creò però delle tensioni all'interno del quartetto, il quale - testimoniò lo stesso Brubeck - si divise in due fazioni, una delle quali vedeva Desmond e Bates irrigidirsi contro le pretese aperture di spazi per la batteria. Desmond intensificò le sue attività indipendenti dal Brubeck Quartet ed incise per la Fantasy diversi album con un suo quintetto (in cui lo seguivano Bates e Dodge), con collaborazioni delle più varie, da Barney Kessel a Don Elliott. Brubeck comunque gli produsse The Paul Desmond Quintet with Voices, un disco più noto per la rarità collezionistica di essere stato rimasterizzato in analogico nel 1987 su vinile rosso.
Sempre nel 1957 fu registrato Reunion, un disco per il quale il gruppo di Brubeck si espanse a quintetto, affiancando a Desmond il sax tenore di David Van Kreidt, autore dei brani eseguiti (fra i quali un arrangiamento da una Corale di Bach). L'apprezzamento di questo disco è rimasto per il più circoscritto all'ambiente degli addetti ai lavori, che a più riprese ne utilizzarono richiami e citazioni, sino a Gary Burton che ne riutilizzò il titolo per un omonimo album con il giovanissimo Pat Metheny. Ancora con tensioni interne alla formazione, venne Jazz Goes To Junior College, registrato a Los Angeles al Fullerton College ed al Long Beach Junior College". Fu poi la volta di Dave Digs Disney, serissimo divertissement sulle melodie delle colonne sonore dei film Disney.

### Il festival di Newport e gli ultimi anni (1958-2012)
Ben presto comunque Bates dovette essere anch'egli avvicendato, e l'arrivo nel 1958 di Eugene Wright ricreò l'armonia nel gruppo. Prima di Wright, per un breve tempo Brubeck provò al basso Joe Benjamin, che apparve in formazione al festival di Newport del luglio/agosto 1958; questo festival si distinse per l'insolita prestazione delle band di Duke Ellington e di Brubeck, alle quali per motivi di diretta radiofonica venne richiesto di suonare con pochissimo preavviso, esse sole, prima dell'apertura della manifestazione. La circostanza consentì a Morello di farsi conoscere da una vasta platea ed al brano di Brubeck "The Duke" di divenire uno standard.
La parificazione di rango del quartetto alla band ellingtoniana, allora la più famosa ed autorevole del jazz, veniva insieme, e forse in parte in ossequio, ai successi ottenuti in tournée in Europa, come a Copenaghen, ove registrò In Europe; dal confronto musicale con il pubblico del Vecchio Continente sarebbe poi nato Jazz Impressions of Eurasia, registrato in studio a New York.
Il crescendo di successo non poté però sopraffare la discriminazione contro Wright, che era di colore, e Brubeck respinse molte offerte di esibizione condizionate alla sua sostituzione, ed annullò un programma televisivo nel quale si prevedeva di non inquadrare il bassista; la tendenza discriminatoria però non era affatto isolata nell'ambiente musicale, in simili ambasce versava infatti anche il grande produttore Norman Granz (patron della Verve Records), costretto ad analoghe radicali scelte di principio in difesa, ad esempio, di Ella Fitzgerald o Oscar Peterson.

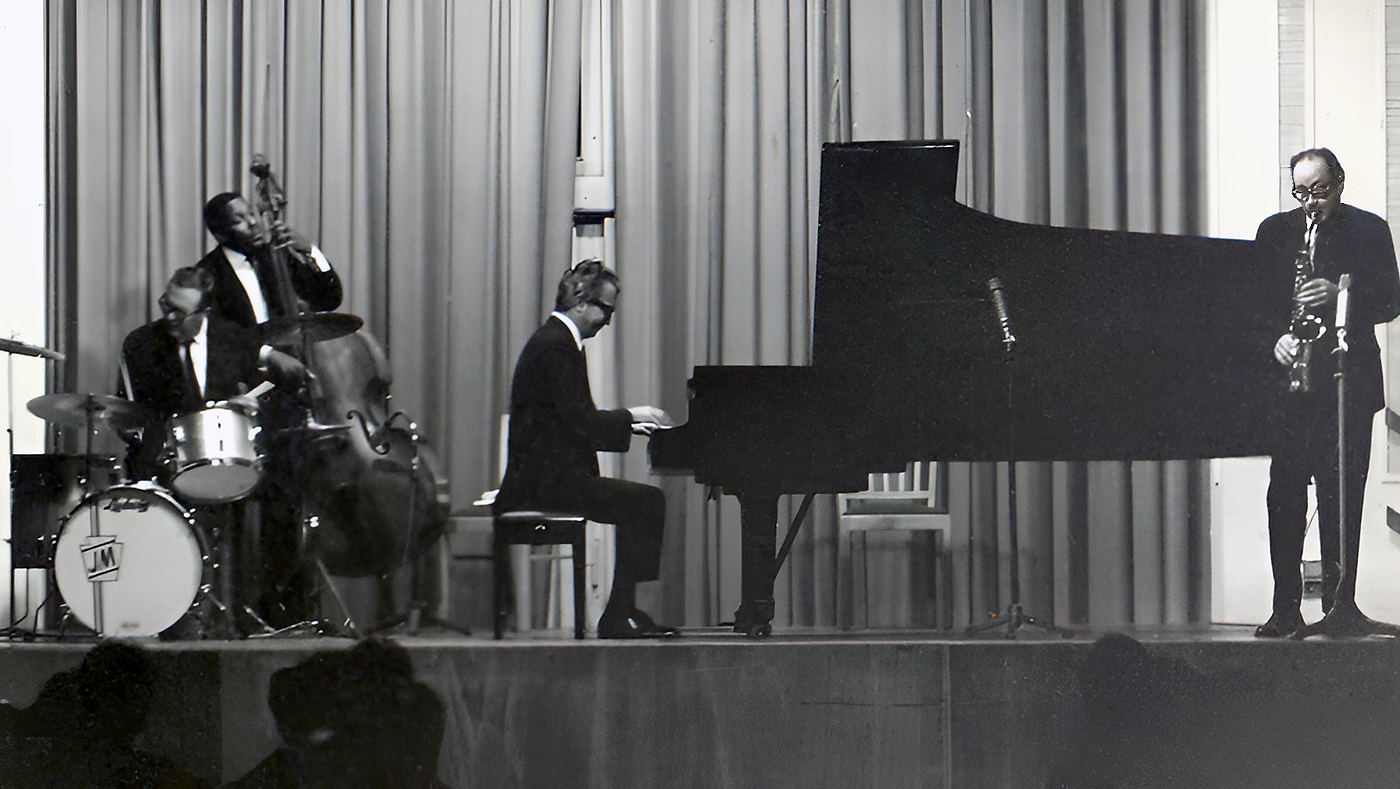
Da sinistra Joe Morello, Eugene Wright, Dave Brubeck e Paul Desmond (1967)

Il 1959 fu l'anno di Brubeck. Iniziato in primavera con Gone With the Wind (Via col vento), nel quale il quartetto, acquisita la collaborazione del produttore Teo Macero, si sperimentava sulle colonne sonore dell'omonimo film elevandole a standard, l'annus mirabilis toccò il suo apice sul far dell'estate quando pubblicò il disco Time Out, che immediatamente ebbe un enorme successo di critica e di pubblico, restando il suo album più importante anche grazie al suo brano più noto: Take Five.
La reale ideazione di Take Five è variamente attribuita a Brubeck, Morello e Desmond, ma di fatto è quest'ultimo che ne figura come autore, sebbene sia a tutti gli effetti distintivo del quartetto. La versione "storica" del brano sarebbe stata seguita da dozzine di successive riprese e rivisitazioni, con formazioni successive e con alternanza di strumenti (Desmond è stato infatti anche un grande clarinettista).
Time Out, registrato agli 30th Street Studios di New York, contiene anche un altro conosciutissimo standard di Brubeck, Blue Rondò à la Turk (ispirato ai temi dello zeybeği, della tradizione turca) che insieme a Take Five fu presentato su un 45 giri (uscito ad insaputa del quartetto mentre era in tournée in Inghilterra) che in brevissimo tempo superò il milione di copie vendute, primo caso nella storia discografica del jazz. Time Out è il disco dei "tempi inconsueti" di Brubeck, andando dal 5/4 di Take five al 9/8 di Blue Rondò à la Turk, passando per il doppio valzer (Kathy's Waltz) ed episodici sprazzi di 4/4 delle altre composizioni; ed è anche l'album della batteria solista di Morello. Con Time Out Brubeck inizia anche ad usare opere di arte contemporanea per le sue copertine, per questa usando un'opera di Neil Fujita.
Il quartetto rimase unito fino al 1967. Successivamente Dave Brubeck si dedicò alla composizione, scrivendo balletti, messe, oratori e cantate.
Egli applicò con successo ed originalità alcune forme musicali della musica classica al jazz (come le fughe e i rondò, ad esempio Blue Rondò à la Turk).
Contribuì inoltre a diffondere i tempi dispari nel jazz degli anni cinquanta e sessanta (ad esempio Take Five che è in 5/4, Unsquare Dance in 7/4, e Blue Rondò à la Turk in 9/8).
Da segnalare anche la composizione Dialogues for Jazz Combo and Orchestra, composta dal fratello di Dave Brubeck, Howard, eseguita per la prima volta il 10 dicembre 1959, con il Dave Brubeck Quartet e la New York Philharmonic orchestra, diretta da Leonard Bernstein, divisa in quattro movimenti, la composizione vuole creare un dialogo tra orchestra sinfonica e quartetto jazz.
È scomparso il 5 dicembre 2012, il giorno prima del suo 92º compleanno, al Norwalk Hospital, in Connecticut, a causa di un arresto cardiaco.

## Discografia
"Unsquare Dance" Darry Music Co 1974